# ألبرت وايت (لاعب كرة سلة)
ألبرت وايت (13 يونيو 1977 في الولايات المتحدة - ) (بالإنجليزية: Albert White)‏ هو لاعب كرة سلة أمريكي في مركز هجوم صغير الجسم. لعب مع Michigan Wolverines ‏.

## وصلات خارجية
- ألبرت وايت على موقع كلية كرة السلة في سبورتس رفرنس.كوم (الإنجليزية)
- ألبرت وايت على موقع بروبوليرز (الإنجليزية)